# Level of Detail
Als Level of Detail (LOD; deutsch: Detaillierungsgrad) bezeichnet man die verschiedenen Detailstufen bei der Darstellung virtueller Welten.
Um die benötigte Rechenleistung der Bildsynthese zu reduzieren, setzt man meist auf gleichzeitiges Nutzen von hoher Detailgenauigkeit im Nahbereich und niedriger Detailstufe im Fernbereich. Dies kann die Komplexität (Anzahl der Polygone) der 3D-Objekte betreffen, die Anzahl der auszuführenden Grafik-Operationen, aber auch die Auflösung der Texturen. Der Mip-Mapping-Effekt ist für die Optimierung der Datei nicht relevant, da die Texturen in der vollen Größe in den Speicher der Grafikkarte geladen werden.
Je nach Entfernung und Position der Objekte zum Beobachter wird automatisch der geeignete LOD gewählt. Stehen nur wenige Detailstufen zur Verfügung, wird der Modellwechsel eventuell durch das plötzliche Erscheinen und Verschwinden von Details wahrgenommen. Um diesen Popping Effect zu vermeiden, werden zum Teil kontinuierliche LOD eingesetzt oder die Modelle durch Blending (Überblenden) und Morphing ineinander überführt. Für Geländemodelle kommen dabei zum Beispiel Progressive Meshes zum Einsatz.

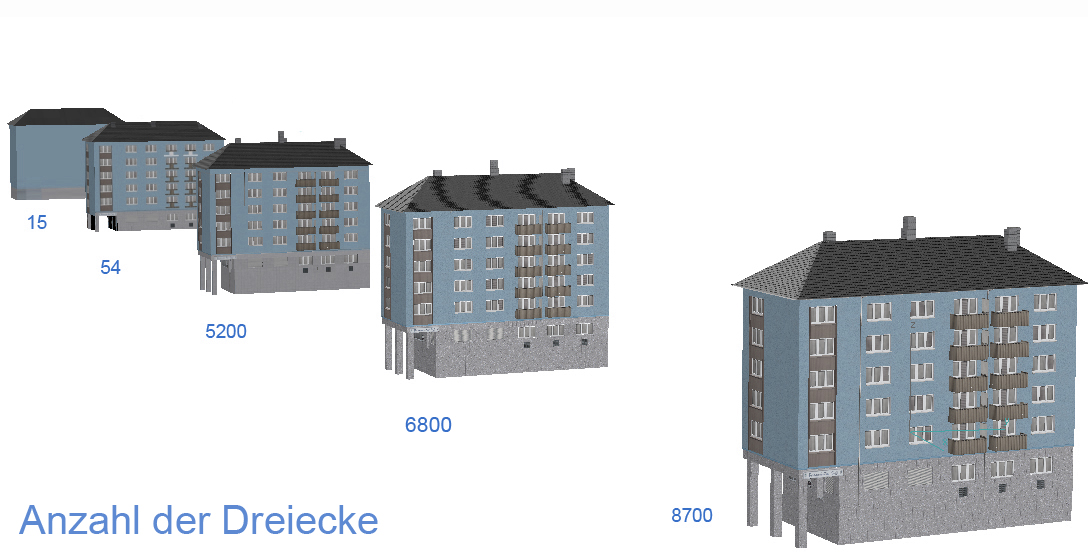
Anzahl der Dreiecke

Das Beispiel rechts zeigt die Abfolge von mehreren Detailstufen eines Gebäudes. Die Reduktion erfolgt in allen drei Bereichen:
- Verringerung der Zahl der Dreiecke
- Minimierung der absoluten Texturgröße je LOD-Stufe
- Reduzierung der benötigten Grafikbefehle (englisch "draw calls")

Auch im Bereich der virtuellen dreidimensionalen Landschafts- und Stadtmodelle werden LOD-Konzepte eingesetzt. Je nach Anwendung werden hier unterschiedliche Detailstufen benötigt. Folgende Detailstufen wurden für die CityGML-Spezifikation herausgearbeitet und liegen derzeit vielen deutschen Stadtmodellen zu Grunde:
- LOD 0: Regionalmodell, 2,5-D-Geländemodell mit Luftbildtextur
- LOD 1: Klötzchenmodell, Gebäudeblock (Grundfläche hochgezogen)
- LOD 2: 3D-Modell der Außenhülle und Dachstrukturen und einfachen Texturen
- LOD 3: Architekturmodell, 3D-Modell der Außenhülle mit Textur
- LOD 4: Innenraummodell, 3D-Modell des Gebäudes mit Etagen, Innenräumen etc. und Texturen